# Champ Car World Series 2005
Champ Car World Series 2005, kördes över 13 lopp och vanns av Sébastien Bourdais.

## Delsegrare
| Datum        | Bana             | Vinnare            | Team               | Rapport |
| ------------ | ---------------- | ------------------ | ------------------ | ------- |
| 10 april     | Long Beach       | Sébastien Bourdais | Newman/Haas Racing | *       |
| 22 maj       | Monterrey        | Bruno Junqueira    | Newman/Haas Racing | *       |
| 4 juni       | Milwaukee        | Paul Tracy         | Forsythe Racing    | *       |
| 18 juni      | Portland         | Cristiano da Matta | PKV Racing         | *       |
| 26 juni      | Cleveland        | Paul Tracy         | Forsythe Racing    | *       |
| 10 juli      | Toronto          | Justin Wilson      | RuSPORT            | *       |
| 17 juli      | Edmonton         | Sébastien Bourdais | Newman/Haas Racing | *       |
| 31 juli      | San Jose         | Sébastien Bourdais | Newman/Haas Racing | *       |
| 14 augusti   | Denver           | Sébastien Bourdais | Newman/Haas Racing | *       |
| 28 augusti   | Montréal         | Oriol Servià       | Newman/Haas Racing | *       |
| 24 september | Las Vegas        | Sébastien Bourdais | Newman/Haas Racing | *       |
| 22 oktober   | Surfers Paradise | Sébastien Bourdais | Newman/Haas Racing | *       |
| 6 november   | Mexico City      | Justin Wilson      | RuSPORT            | *       |

### Long Beach
| Plats | Förare             | Team                |
| ----- | ------------------ | ------------------- |
| 1     | Sébastien Bourdais | Newman/Haas Racing  |
| 2     | Paul Tracy         | Forsythe Racing     |
| 3     | Bruno Junqueira    | Newman/Haas Racing  |
| 4     | Justin Wilson      | RuSPORT             |
| 5     | Mario Domínguez    | Forsythe Racing     |
| 6     | Timo Glock         | Rocketsports Racing |
| 7     | Ronnie Bremer      | CTE-HVM Racing      |
| 8     | A.J. Allmendinger  | RuSPORT             |
| 9     | Jimmy Vasser       | PKV Racing          |
| 10    | Cristiano da Matta | PKV Racing          |

### Monterrey
| Plats | Förare             | Team                |
| ----- | ------------------ | ------------------- |
| 1     | Bruno Junqueira    | Newman/Haas Racing  |
| 2     | Andrew Ranger      | Conquest Racing     |
| 3     | Alex Tagliani      | Team Australia      |
| 4     | Justin Wilson      | RuSPORT             |
| 5     | Sébastien Bourdais | Newman/Haas Racing  |
| 6     | Cristiano da Matta | PKV Racing          |
| 7     | Ryan Hunter-Reay   | Rocketsports Racing |
| 8     | Björn Wirdheim     | CTE-HVM Racing      |
| 9     | Oriol Servià       | Dale Coyne Racing   |
| 10    | A.J. Allmendinger  | RuSPORT             |

### Milwaukee
| Plats | Förare             | Team                |
| ----- | ------------------ | ------------------- |
| 1     | Paul Tracy         | Forsythe Racing     |
| 2     | A.J. Allmendinger  | RuSPORT             |
| 3     | Oriol Servià       | Newman/Haas Racing  |
| 4     | Justin Wilson      | RuSPORT             |
| 5     | Jimmy Vasser       | PKV Racing          |
| 6     | Sébastien Bourdais | Newman/Haas Racing  |
| 7     | Mario Domínguez    | Forsythe Racing     |
| 8     | Ronnie Bremer      | CTE-HVM Racing      |
| 9     | Timo Glock         | Rocketsports Racing |
| 10    | Alex Tagliani      | Team Australia      |

### Portland
| Plats | Förare             | Team                |
| ----- | ------------------ | ------------------- |
| 1     | Cristiano da Matta | PKV Racing          |
| 2     | Sébastien Bourdais | Newman/Haas Racing  |
| 3     | Paul Tracy         | Forsythe Racing     |
| 4     | Mario Domínguez    | Forsythe Racing     |
| 5     | A.J. Allmendinger  | RuSPORT             |
| 6     | Jimmy Vasser       | PKV Racing          |
| 7     | Andrew Ranger      | Conquest Racing     |
| 8     | Ronnie Bremer      | CTE-HVM Racing      |
| 9     | Björn Wirdheim     | CTE-HVM Racing      |
| 10    | Timo Glock         | Rocketsports Racing |

### Cleveland
| Plats | Förare             | Team                |
| ----- | ------------------ | ------------------- |
| 1     | Paul Tracy         | Forsythe Racing     |
| 2     | A.J. Allmendinger  | RuSPORT             |
| 3     | Oriol Servià       | Newman/Haas Racing  |
| 4     | Alex Tagliani      | Team Australia      |
| 5     | Sébastien Bourdais | Newman/Haas Racing  |
| 6     | Jimmy Vasser       | PKV Racing          |
| 7     | Justin Wilson      | RuSPORT             |
| 8     | Andrew Ranger      | Conquest Racing     |
| 9     | Ricardo Sperafico  | Dale Coyne Racing   |
| 10    | Timo Glock         | Rocketsports Racing |

### Toronto
| Plats | Förare             | Team                |
| ----- | ------------------ | ------------------- |
| 1     | Justin Wilson      | RuSPORT             |
| 2     | Oriol Servià       | Newman/Haas Racing  |
| 3     | Alex Tagliani      | Team Australia      |
| 4     | Jimmy Vasser       | PKV Racing          |
| 5     | Sébastien Bourdais | Newman/Haas Racing  |
| 6     | Ryan Hunter-Reay   | Rocketsports Racing |
| 7     | Timo Glock         | Rocketsports Racing |
| 8     | Alex Sperafico     | CTE-HVM Racing      |
| 9     | Ryan Dalziel       | Dale Coyen Racing   |
| 10    | Nelson Philippe    | Conquest Racing     |

### Edmonton
| Plats | Förare             | Team               |
| ----- | ------------------ | ------------------ |
| 1     | Sébastien Bourdais | Newman/Haas Racing |
| 2     | Oriol Servià       | Newman/Haas Racing |
| 3     | Paul Tracy         | Forsythe Racing    |
| 4     | Justin Wilson      | RuSPORT            |
| 5     | Mario Domínguez    | Forsythe Racing    |
| 6     | Ronnie Bremer      | Dale Coyne Racing  |
| 7     | Alex Tagliani      | Team Australia     |
| 8     | Marcus Marshall    | Team Australia     |
| 9     | Nelson Philippe    | Conquest Racing    |
| 10    | Ricardo Sperafico  | Dale Coyne Racing  |

### San Jose
| Plats | Förare             | Team                |
| ----- | ------------------ | ------------------- |
| 1     | Sébastien Bourdais | Newman/Haas Racing  |
| 2     | Paul Tracy         | Forsythe Racing     |
| 3     | Oriol Servià       | Newman/Haas Racing  |
| 4     | Justin Wilson      | RuSPORT             |
| 5     | Mario Domínguez    | Forsythe Racing     |
| 6     | Timo Glock         | Rocketsports Racing |
| 7     | Ronnie Bremer      | Dale Coyne Racing   |
| 8     | Björn Wirdheim     | CTE-HVM Racing      |
| 9     | Alex Tagliani      | Team Australia      |
| 10    | Cristiano da Matta | PKV Racing          |

### Denver
| Plats | Förare             | Team                |
| ----- | ------------------ | ------------------- |
| 1     | Sébastien Bourdais | Newman/Haas Racing  |
| 2     | Mario Domínguez    | Forsythe Racing     |
| 3     | A.J. Allmendinger  | RuSPORT             |
| 4     | Oriol Servià       | Newman/Haas Racing  |
| 5     | Rodolfo Lavín      | CTE-HVM Racing      |
| 6     | Ryan Hunter-Reay   | Rocketsports Racing |
| 7     | Ronnie Bremer      | Dale Coyne Racing   |
| 8     | Ricardo Sperafico  | Dale Coyne Racing   |
| 9     | Nelson Philippe    | Conquest Racing     |
| 10    | Andrew Ranger      | Conquest Racing     |

### Montréal
| Plats | Förare             | Team                |
| ----- | ------------------ | ------------------- |
| 1     | Oriol Servià       | Newman/Haas Racing  |
| 2     | Timo Glock         | Rocketsports Racing |
| 3     | Justin Wilson      | RuSPORT             |
| 4     | Sébastien Bourdais | Newman/Haas Racing  |
| 5     | Alex Tagliani      | Team Australia      |
| 6     | Cristiano da Matta | PKV Racing          |
| 7     | Jimmy Vasser       | PKV Racing          |
| 8     | Paul Tracy         | Forsythe Racing     |
| 9     | A.J. Allmendinger  | RuSPORT             |
| 10    | Mario Domínguez    | Forsythe Racing     |

### Las Vegas
| Plats | Förare             | Team                |
| ----- | ------------------ | ------------------- |
| 1     | Sébastien Bourdais | Newman/Haas Racing  |
| 2     | Oriol Servià       | Newman/Haas Racing  |
| 3     | Jimmy Vasser       | PKV Racing          |
| 4     | Mario Domínguez    | Forsythe Racing     |
| 5     | Rodolfo Lavín      | CTE-HVM Racing      |
| 6     | Björn Wirdheim     | CTE-HVM Racing      |
| 7     | Alex Tagliani      | Team Australia      |
| 8     | Timo Glock         | Rocketsports Racing |
| 9     | Marcus Marshall    | Team Australia      |
| 10    | Ryan Hunter-Reay   | Rocketsports Racing |

### Surfers Paradise
| Plats | Förare             | Team                |
| ----- | ------------------ | ------------------- |
| 1     | Sébastien Bourdais | Newman/Haas Racing  |
| 2     | A.J. Allmendinger  | RuSPORT             |
| 3     | Jimmy Vasser       | PKV Racing          |
| 4     | Alex Tagliani      | Team Australia      |
| 5     | Oriol Servià       | Newman/Haas Racing  |
| 6     | Timo Glock         | Rocketsports Racing |
| 7     | Justin Wilson      | RuSPORT             |
| 8     | Ronnie Bremer      | Dale Coyne Racing   |
| 9     | Ricardo Sperafico  | Dale Coyne Racing   |
| 10    | Andrew Ranger      | Conquest Racing     |

### Mexico City
| Plats | Förare            | Team                |
| ----- | ----------------- | ------------------- |
| 1     | Justin Wilson     | RuSPORT             |
| 2     | A.J. Allmendinger | RuSPORT             |
| 3     | Paul Tracy        | Forsythe Racing     |
| 4     | Oriol Servià      | Newman/Haas Racing  |
| 5     | Timo Glock        | Rocketsports Racing |
| 6     | Jimmy Vasser      | PKV Racing          |
| 7     | Nelson Philippe   | Conquest Racing     |
| 8     | Alex Tagliani     | Team Australia      |
| 9     | Andrew Ranger     | Conquest Racing     |
| 10    | Will Power        | Team Australia      |

## Slutställning
| Plats | Förare             | Team                                 | Poäng |
| ----- | ------------------ | ------------------------------------ | ----- |
| 1     | Sébastien Bourdais | Newman/Haas Racing                   | 348   |
| 2     | Oriol Servià       | Newman/Haas Racing Dale Coyne Racing | 288   |
| 3     | Justin Wilson      | RuSPORT                              | 265   |
| 4     | Paul Tracy         | Forsythe Racing                      | 246   |
| 5     | A.J. Allmendinger  | RuSPORT                              | 227   |
| 6     | Jimmy Vasser       | PKV Racing                           | 217   |
| 7     | Alex Tagliani      | Team Australia                       | 207   |
| 8     | Timo Glock         | Rocketsports Racing                  | 202   |
| 9     | Mario Domínguez    | Forsythe Racing                      | 198   |
| 10    | Andrew Ranger      | Conquest Racing                      | 140   |
| 11    | Cristiano da Matta | PKV Racing                           | 139   |
| 12    | Ronnie Bremer      | CTE-HVM Racing Dale Coyne Racing     | 139   |
| 13    | Nelson Philippe    | Conquest Racing                      | 117   |
| 14    | Björn Wirdheim     | CTE-HVM Racing                       | 115   |
| 15    | Ryan Hunter-Reay   | Rocketsports Racing                  | 110   |
| 16    | Marcus Marshall    | Team Australia                       | 104   |
| 17    | Ricardo Sperafico  | Dale Coyne Racing                    | 92    |
| 18    | Rodolfo Lavín      | CTE-HVM Racing                       | 72    |
| 19    | Bruno Junqueira    | Newman/Haas Racing                   | 59    |
| 20    | Alex Sperafico     | CTE-HVM Racing                       | 24    |

## Resultat
| Plats | Förare             | LB  | Mty | Mil | Por | Cle | Tor | Edm | SJ  | Den | Mon | LasV | Aus | Mex | Poäng |
| ----- | ------------------ | --- | --- | --- | --- | --- | --- | --- | --- | --- | --- | ---- | --- | --- | ----- |
| 1     | Sébastien Bourdais | 1   | 5   | 6   | 2   | 5   | 5   | 1   | 1   | 1   | 4   | 1    | 1   | Ret | 348   |
| 2     | Oriol Servià       | 11  | 9   | 3   | Ret | 3   | 2   | 2   | 3   | 4   | 1   | 2    | 5   | 4   | 288   |
| 3     | Justin Wilson      | 4   | 4   | 4   | Ret | 7   | 1   | 4   | 4   | Ret | 3   | 11   | 7   | 1   | 265   |
| 4     | Paul Tracy         | 2   | Ret | 1   | 3   | 1   | Ret | 3   | 2   | Ret | 8   | Ret  | Ret | 3   | 246   |
| 5     | A.J. Allmendinger  | 8   | 10  | 2   | 5   | 2   | Ret | Ret | Ret | 3   | 9   | 13   | 2   | 2   | 227   |
| 6     | Jimmy Vasser       | 9   | Ret | 5   | 6   | 6   | 4   | 11  | Ret | Ret | 7   | 3    | 3   | 6   | 217   |
| 7     | Alex Tagliani      | 15  | 3   | 10  | Ret | 4   | 3   | 7   | 9   | 14  | 5   | 7    | 4   | 8   | 207   |
| 8     | Timo Glock         | 6   | Ret | 9   | 10  | 10  | 7   | 13  | 6   | Ret | 2   | 8    | 6   | 5   | 202   |
| 9     | Mario Domínguez    | 5   | Ret | 7   | 4   | Ret | Ret | 5   | 5   | 2   | 10  | 4    | Ret | 12  | 198   |
| 10    | Andrew Ranger      | Ret | 2   | Ret | 7   | 8   | Ret | Ret | Ret | 10  | 11  | 14   | 10  | 9   | 140   |
| 11    | Cristiano da Matta | 10  | 6   | 11  | 1   | Ret | Ret | Ret | Ret | Ret | 6   | 12   | Ret | 14  | 139   |
| 12    | Ronnie Bremer      | 7   | Ret | 8   | 8   | Ret |     | 6   | 7   | 7   | 17  | Ret  | 8   | Ret | 139   |
| 13    | Nelson Philippe    | Ret | Ret | 12  | 12  | 13  | 10  | 9   | Ret | 9   | 15  | Ret  | Ret | 7   | 117   |
| 14    | Björn Wirdheim     | 12  | 8   | Ret | 9   | Ret | Ret | Ret | 8   | 11  | 13  | 6    |     |     | 115   |
| 15    | Ryan Hunter-Reay   | 13  | 7   | Ret | 15  | Ret | 6   | Ret | Ret | 6   | 12  | 10   |     |     | 110   |
| 16    | Marcus Marshall    | 14  | Ret | 13  | 14  | 12  | Ret | 8   | Ret | 12  | 16  | 9    | 11  |     | 104   |
| 17    | Ricardo Sperafico  | Ret | Ret | 14  | 13  | 9   | Ret | 10  | Ret | 8   | Ret | 15   | 9   | Ret | 92    |
| 18    | Rodolfo Lavín      |     |     |     |     |     |     |     | Ret | 5   | 14  | 5    | 13  | 15  | 72    |
| 19    | Bruno Junqueira    | 3   | 1   |     |     |     |     |     |     |     |     |      |     |     | 59    |
| 20    | Alex Sperafico     |     |     |     |     |     | 8   | 12  |     |     |     |      |     |     | 24    |
| 21    | Michael McDowell   |     |     |     |     |     |     |     |     |     |     |      | 12  | 11  | 19    |
| 22    | Will Power         |     |     |     |     |     |     |     |     |     |     |      | Ret | 10  | 17    |
| 23    | Ryan Dalziel       |     |     |     |     |     | 9   |     |     |     |     |      |     |     | 13    |
| 24    | Tarso Marques      |     |     |     |     | 11  |     |     |     |     |     |      |     |     | 10    |
| 25    | Michael Valiante   |     |     |     | 11  |     |     |     |     |     |     |      |     |     | 10    |
| 26    | Fabrizio del Monte | 16  |     |     |     |     |     |     |     |     |     |      | Ret |     | 10    |
| 27    | Charles Zwolsman   |     |     |     |     |     |     |     |     |     |     |      |     | 13  | 8     |
| 28    | Homero Richards    |     |     |     |     |     |     |     |     |     |     |      |     | 16  | 5     |
| 29    | Jorge Goeters      |     | Ret |     |     |     |     |     |     |     |     |      |     |     | 3     |
| Plats | Förare             | LB  | Mty | Mil | Por | Cle | Tor | Edm | SJ  | Den | Mon | LasV | Aus | Mex | Poäng |